# Cameophallus trilobatus
Cameophallus trilobatus är en plattmaskart. Cameophallus trilobatus ingår i släktet Cameophallus och familjen Microphallidae. Inga underarter finns listade i Catalogue of Life.